# کلاته سیاهدشت
کلاته سیاهدشت یک روستا در ایران است که در ناحیه شاه جهان واقع شده‌است. کلاته سیاهدشت ۶۲۶ نفر جمعیت دارد.